# Rodney Wilkes
Rodney Wilkes (n. 11 martie 1925, San Fernando⁠(d), Trinidad și Tobago – d. 24 martie 2014, San Fernando⁠(d), Trinidad și Tobago) a fost un halterofil ce a reprezentat Trinidad și Tobago, medaliat olimpic. A participat la 3 ediții ale Jocurilor Olimpice (1948, 1952, 1956) în care a câștigat o medalie de argint și o medalie de bronz.